# اگیواس جورجیوس، نیکوزیا
اگیواس جورجیوس، نیکوزیا (به لاتین: Agios Georgios, Nicosia) یک منطقهٔ مسکونی در قبرس است که در ناحیه نیکوزیا واقع شده‌است.